# Roger et moi
Pour plus de détails, voir Fiche technique et Distribution.
Roger et moi (Roger and Me) est un film documentaire américain réalisé par Michael Moore, sorti en 1989. 
Il s'agit du premier documentaire de Michael Moore, qui relate la suppression de 30 000 emplois dans les usines de General Motors dans la ville natale de Michael Moore, Flint dans le Michigan, ainsi que les conséquences sur la ville et sa population.

## Synopsis
Tourné sur plus de trois ans, le film relate d'un point de vue très personnel le déclin de Flint, ville berceau de General Motors (GM), qui y possédait auparavant la plus grande entreprise du monde. Moore évoque d'abord son enfance à Flint, ses envies de départ, la période lors de laquelle il devient journaliste à San Francisco, puis le choc que subit la ville ouvrière quand il y revient, avec le début de licenciements massifs et de fermetures d'usines. Victime des délocalisations au Mexique menées par sa mono-industrie, Flint cherche des reconversions improbables, comme le tourisme, qui échouent inéluctablement, et voit grimper le chômage, les problèmes sociaux, la criminalité et l'exode de sa population. Le président Ronald Reagan, venu à la rencontre des habitants, leur conseille ainsi de partir chercher du travail ailleurs.
Le film montre les diverses tentatives, plus ou moins bien préparées, de Moore afin d'obtenir un entretien avec le PDG de General Motors, Roger B. Smith, et de le convaincre de venir constater les dégâts des restructurations à Flint. Il rencontre également une multitude d'habitants de la ville, certains optimistes et convaincus qu'elle garde des atouts et que son économie a un avenir, d'autres, plus en bas de l'échelle sociale, forcés de constater que la situation ne fait que de s'y dégrader.

## Fiche technique
- Titre original : Roger and Me (sous-titré A Humorous Look at How General Motors Destroyed Flint, Michigan)
- Réalisation, scénario, production : Michael Moore
- Photographie : Chris Beaver, John Prusak, Kevin Rafferty, Bruce Schermer
- Montage : Jennifer Beman, Wendey Stanzler
- Sociétés de production : Dog Eat Dog Films, Warner Bros. Pictures
- Société de distribution : Warner Bros. Entertainment
- Pays d'origine :  États-Unis
- Langue originale : anglais
- Budget : 160 000 $ (estimation)
- Format : couleurs - son mono
- Durée : 91 minutes
- Genre : documentaire, avec un ton à la fois dramatique et humoristique
- Dates de sortie :
  - Canada : 9 septembre 1989 (Festival de Toronto)
  - États-Unis : 27 septembre 1989 (Festival de New York) ; 20 décembre 1989 (sortie nationale)
  - France : 28 mars 2007 (resortie)

## Musique
- Wouldn't It Be Nice par The Beach Boys de 1966.

## Distinctions

### Récompenses
- Festival international du film de Toronto 1989 1989 : Prix du public
- National Board of Review Awards 1989 : meilleur film documentaire
- Berlinale 1990 : Peace Film Award - Honorable Mention pour Michael Moore
- American Cinema Editors Awards 1990 : meilleur montage de film documentaire pour Wendey Stanzler et Jennifer Beman
- International Documentary Association Awards 1990 : meilleur film documentaire

### Nominations et sélections
- Grand prix de l'Union de la critique de cinéma 1991
- Festival international du film de Toronto 2014 : sélection « TIFF Docs »

## Analyse
D'une subjectivité revendiquée, le documentaire est une dénonciation partisane et engagée des méfaits de la libre entreprise aux États-Unis sur les villes industrielles. Les pauvres y sont représentés comme braves, faisant face tant bien que mal à l'adversité, et les riches comme oisifs et aveugles à la misère qui les entoure.
Le barrage des employés de sécurité et de relations publiques qui empêche Moore de rencontrer le PDG Smith est une représentation du fossé qui sépare les habitants de Flint des riches dirigeants de l'entreprise qui ont fait sa prospérité par le passé, puis malheur à partir des années 1980.

## Autour du film
Le générique de fin nous apprend qu'un porte-parole de General Motors qui a parlé à Michael Moore a été licencié lui aussi ; qu'une femme éleveuse, tueuse et occasionnellement vendeuse de lapins a décidé de se lancer dans des études pour devenir toiletteuse de chiens, car elle pense qu'il y a beaucoup d'animaux dont il faut s'occuper ; et enfin que le documentaire ne peut être diffusé à Flint, parce que tous les cinémas de la ville sont fermés.
Dans le générique de fin, Michael Moore remercie ironiquement Roger B. Smith. On peut voir aussi des remerciements envers Ralph Nader, homme politique que Moore soutenait alors.